# Oliver Rautenberg
Oliver Rautenberg ist ein deutscher Blogger. Er betreibt seit 2013 anthroposophie.blog, auf dem er sich kritisch mit der Anthroposophie und deren Gründer Rudolf Steiner auseinandersetzt.

## Positionen und Wirken
Über die Behandlung seiner Frau in einem anthroposophischen Krankenhaus kam Rautenberg nach eigenen Angaben in Kontakt mit der Anthroposophie und begann, sich kritisch mit dieser Lehre auseinanderzusetzen. Er beschreibt die anthroposophische Lehre als Esoterik und zeichnet ein kritisches Bild von Waldorfschulen, Demeter-Landwirtschaft und anthroposophischer Medizin.
Einer seiner Kritikpunkte ist die teilweise impfskeptische Haltung in Anthroposophen-Kreisen. Rautenberg äußerte die Vermutung, dass die Homöopathie und Anthroposophie die Winterwelle 2021 der Coronapandemie verschlimmert hätten. Auch die staatliche Förderung der Waldorfschulen vor dem Hintergrund der dort angewandten Pädagogik und die Sonderregelungen im Arzneimittelrecht für anthroposophische Präparate sind Gegenstand seiner Kritik.
Rautenberg ist Gastautor bei Volksverpetzer, Neues Deutschland und Der Rechte Rand. Er ist Kaufmann und lebt in Nordrhein-Westfalen.

## Kritik
Rautenberg wird von anthroposophischen Verbänden und Vereinen teilweise scharf kritisiert. So wird ihm unter anderem journalistische Unprofessionalität vorgeworfen. Zudem wehrt sich der Bund der Freien Waldorfschulen gegen den angeblich von Rautenberg erweckten Eindruck, die Anthroposophie wende sich gegen Impfungen. Im August 2022 wurde Rautenberg vom Bund der Freien Waldorfschulen abgemahnt und von der Anthroposophischen Gesellschaft verklagt.

## Nominierungen und Auszeichnungen
Rautenbergs Blog war 2021 für den Grimme Online Award nominiert.